# Pierre Batiffol
Pierre Batiffol (Toulouse, 27 de enero de 1861-París, 13 de enero de 1929) fue un sacerdote católico francés e historiador de la Iglesia, conocido sobre todo como historiador de los dogmas.

## Biografía
En 1878, Pierre Batiffol inicia sus estudios en el seminario Saint-Sulpice de París. Fue ordenado con 24 años, en 1882 y prosiguió estudios en el Instituto Católico de París y, más tarde, en la École Pratique des Hautes Études. Fue alumno del historiador de la Iglesia Louis Duchesne.
Bajo la dirección de Giovanni Battista de Rossi, estudió en Roma, de 1887 a 1889, arqueología y literatura cristiana primitiva con relación con la liturgia. De 1889 a 1898 y de 1907 hasta 1929, enseñó en el Colegio Sainte-Barbe de París. Tras defender su tesis sobre La abadía de Rossano en 1891, fundó en 1892 la Revista bíblica, con su amigo Marie-Joseph Lagrange, para defender el método histórico y crítico en la exégesis del Antiguo y del Nuevo Testamento. En 1899, fundó el Boletín de literatura eclesiástica.
En 1898, el arzobispo de Toulouse, François-Désiré Mathieu, le confía la dirección del Instituto Católico de Toulouse. 
Amigo del cardenal Mignot, obispo de Albi, fue admirado por Louis Venard, que dijo de él: 

L'abbé Batiffol était surtout historien, très peu philosophe. En matière de philosophie religieuse et de théologie, il était plutôt conservateur et n'eut jamais de sympathie pour les tentatives qui furent faites à partir de la philosophie religieuse de Maurice Blondel et de Laberthonnière pour établir une théorie de la croyance qui assure à la critique une entière indépendance dans sa méthode et ses conclusions.

.
De regreso a París, participa en la creación del Boletín de antigua literatura y de arqueología cristiana. Fue nombrado doctor honoris causa por las universidades de Lovaina y Oxford.
A él se debe el estudio del Codex Beratinus, del Beratinus II, del Codex Curiensis y de otros manuscritos. En 1887, redescubre y examina el manuscrito Vaticanus Latinus 2061.

## Obras
- « Evangeliorum codex Graecus purpureus Beratinus ɸ », Mélanges d'archéologie et d'histoire 5, 1885, p. 358–376.
- Les manuscrits grecs de Berat d'Albanie et le Codex Purpureus ɸ, París, 1886.
- Didascalia 318 patrum pseudepigrapha, 1887.
- « Ungedruckte Papst- und Kaiserurkunden aus basilianischen Archiven », Römische Quartalschrift für christliche Altertumskunde und Kirchengeschichte, 1888, p. 36.
- Studia Patristica I. II, 1889/90.
- La Vaticane de Paul III à Paul V d’après des documents nouveaux, Paris, E. Leroux, « Petite bibliothèque d’art et d’archéologie », 1890.
- L'abbaye de Rossano (tesis doctoral), 1891.
- L'Histoire du bréviaire romain, París, 1893.
- Anciennes littératures chrétiennes : La littérature grecque, 1897.
- Six leçons sur les Évangiles, 1897.
- Tractatus Origenis de libris sanctarum Scripturarum, 1900.
- Études d'histoire et de théologie positive, 1902
- L'Eucharistie, 1905, révisé en 1913 sous le titre L'Eucharistie, la présence réelle et la transsubtantiation.
- L'Enseignement de Jésus (m. Alfred Loisy), 1905, premio Juteau-Duvigneaux de la Academia Francesa en 1910.
- L'Avenir prochain du catholicisme en France, 1907.
- Questions d'enseignement supérieur ecclésiastique, 1907.
- L'Église naissante et le Catholicisme, 1908.
- Orpheus et l'Évangile, 1910.
- La Paix constantinienne et le Catholicisme, 1914.
- Leçons sur la messe, 1916, premio Juteau-Duvigneaux de la Academia Francesa en 1919.
- Études de liturgie et d'archéologie chrétienne, 1919.
- Le Catholicisme de saint Augustin, 2 bind, 1920.
- Les Survivances du culte impérial romain, à propos des rites shintoïstes (1920, en colaboración con Louis Bréhier).
- Le Siège apostolique (359-461), 1924.
- Saint Grégoire, 1925.
- Catholicisme et papauté, 1926.
- Cathedra Petri : études d'histoire ancienne de l'Église (edición póstuma, 1938).